# Wallenia xylosteoides
Wallenia xylosteoides är en viveväxtart som först beskrevs av August Heinrich Rudolf Grisebach, och fick sitt nu gällande namn av Carl Christian Mez. Wallenia xylosteoides ingår i släktet Wallenia och familjen viveväxter. Inga underarter finns listade i Catalogue of Life.